# Argentinos por una República de Iguales
Argentinos por una República de Iguales (ARI) fue una alianza electoral de la Argentina, creada en diciembre del año 2000 entre el Partido Socialista Popular, liderado por Alfredo Bravo, el Partido Socialista Democrático, liderado por Jorge Rivas, y sectores disidentes de la Unión Cívica Radical, liderados por Elisa Carrió y del FREPASO, liderados por el peronista Mario Cafiero, entre otros. El ARI fue un desprendimiento de La Alianza, que expresaba a sectores internos de la misma disconformes con la gestión del presidente Fernando de la Rúa, quien había asumido en 1999 y renunciaría en 2001.
La alianza ARI se disolvió en 2002, debido a las discrepancias que enfrentaron internamente a los socialistas, de un lado, con los radicales y peronistas, del otro. Algunos de sus miembros formaron entonces el partido político Afirmación para una República Igualitaria (ARI), que en 2009 fuera renombrado Coalición Cívica ARI.

## Origen y evolución política
El movimiento Argentinos por una República de Iguales (ARI) fue un desprendimiento de La Alianza, la fuerza política integrada por la Unión Cívica Radical y el Frente País Solidario, que sostenía al presidente Fernando de la Rúa, y que había ganado las elecciones presidenciales el año anterior.
En el año 2000, al momento de su creación, el gobierno de De la Rúa ya mostraba graves señales de debilitamiento y falta de apoyo político, que finalmente lo llevarían a su renuncia un año después.
En el año 2000, un grupo de políticos disidentes de La Alianza, coalición oficialista que sostenía en el poder el presidente Fernando de la Rúa, formó primero un bloque parlamentario disidente y luego, en diciembre, una alianza electoral llamada Argentinos por una República de Iguales (ARI). Legalmente, el ARI se formó como alianza electoral de los partidos Socialista Democrático (PSD) y Socialista Popular (PSP), y reconocía como sus líderes más destacados a Elisa Carrió y Alfredo Bravo. Otros políticos destacados de la coalición eran los socialistas Héctor Polino, Jorge Rivas y Oscar González, los frepasistas Marcela Bordenave, Elsa Quiroz, Eduardo Macaluse y Jorge Giles, y otros como Juan Domingo Zacarías, Graciela Ocaña, Fernando Canteros y Mario Bonacina.[cita requerida]
El lanzamiento  se realizó en el Teatro Coliseo de la ciudad de Buenos Aires el 17 de marzo de 2001, con el nombre de Movimiento Argentinos por una República de Iguales.
En las elecciones parlamentarias de octubre de 2001, el ARI presentó candidatos propios, ya definitivamente desprendido de La Alianza oficialista, obteniendo 8 diputados. Poco después de las elecciones, el 25 de noviembre de 2001, el Movimiento ARI redactó una Declaración Adjunta Fundacional. Menos de un mes después renunciaba el presidente Fernando de la Rúa, en medio de una gravísima crisis económica, social y política.
Durante el año 2002, comenzaron a acentuarse las diferencias internas del ARI, entre los socialistas, que pretendían mantener su naturaleza de alianza electoral, y los sectores que provenían del peronismo y el radicalismo, que pretendían constituir un partido político con la misma sigla.
En noviembre de 2002, Elisa Carrió, Mario Cafiero y Graciela Ocaña, lideraron la línea interna del Movimiento ARI que dio origen al partido político, con las mismas iniciales, llamado Afirmación para una República Igualitaria. Los partidos socialistas y el partido ARI, formaron entonces una alianza parlamentaria llamada Alternativa. Días después, una crisis interna, derivada de la posición frente al aborto, llevó a una ruptura de la alianza Alternativa, cuando los partidos socialistas (PSP y PSD), presentaron un proyecto de despenalización del aborto en ciertas circunstancias, obra del diputado Rubén Giustiniani, al que se opusieron terminantemente los sectores cercanos a la postura religiosa de Elisa Carrió, contraria a cualquier forma de interrupción del embarazo.

## Partidos integrantes
La alianza Argentinos por una República de Iguales estaba integrada por los siguientes partidos políticos:
| Partido | Partido | Partido                        | Líder             | Ideología                               | Posición        |
| ------- | ------- | ------------------------------ | ----------------- | --------------------------------------- | --------------- |
|         |         | Coalición Cívica ARI           | Elisa Carrió      | Socialdemocracia Socioliberalismo       | Centro          |
|         |         | Partido Socialista Democrático | Alfredo Bravo     | Socialdemocracia Socialismo democrático | Centroizquierda |
|         |         | Partido Socialista Popular     | Rubén Giustiniani | Socialismo democrático Socialdemocracia | Izquierda       |
|         |         | Partido Socialista Auténtico   | Mario Mazzitelli  | Socialismo democrático                  | Izquierda       |
|         |         | Partido Intransigente          | Oscar Alende      | Socialismo democrático Yrigoyenismo     | Izquierda       |